# Przylądek Higashi-Henna
Przylądek Higashi-Henna (jap. 東平安名崎 Higashi-Henna-zaki) – przylądek, który jest najdalej wysuniętym na południowy wschód punktem na wyspie Miyako-jima, w prefekturze Okinawa, w Japonii. 

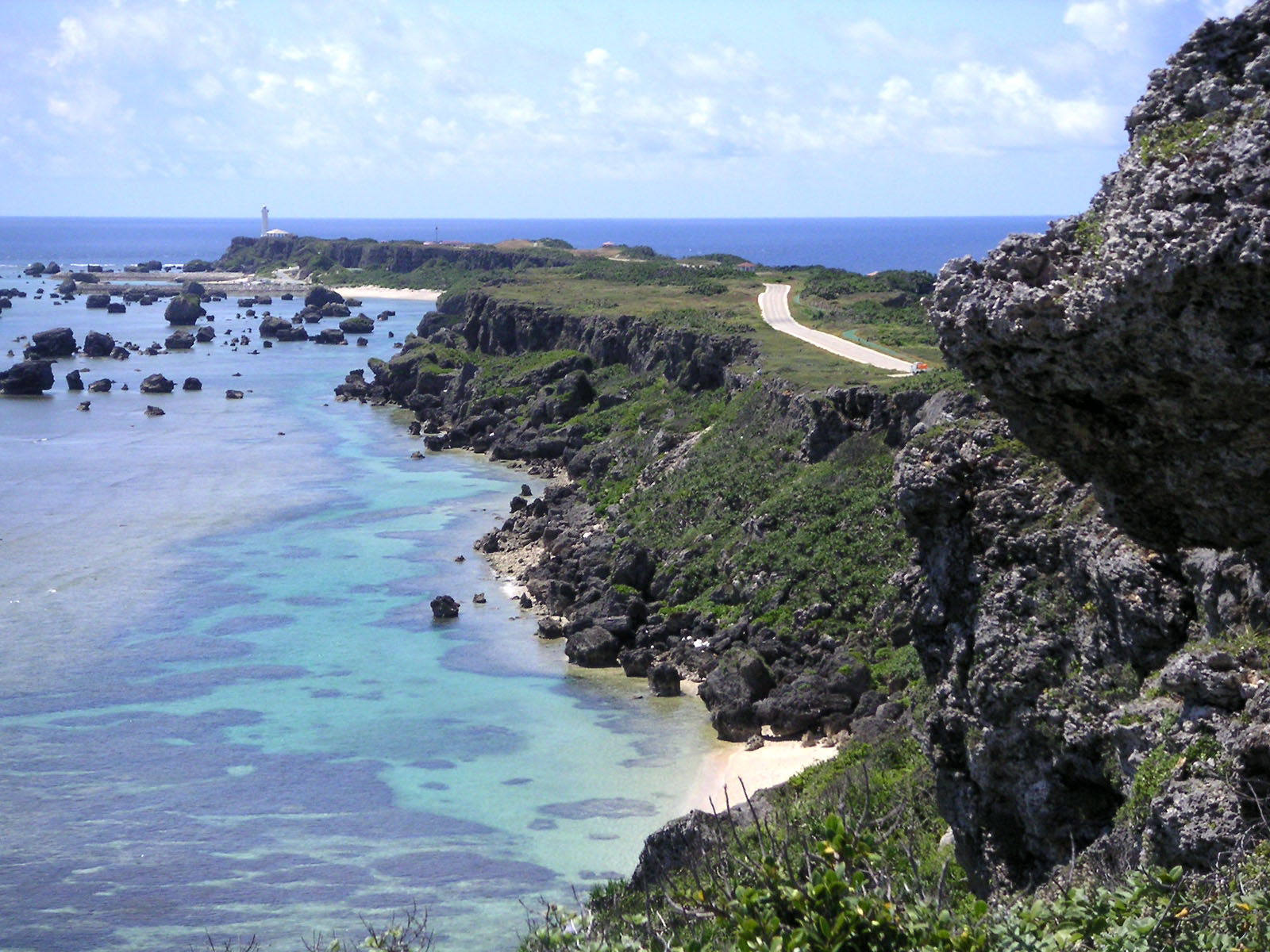
Higashi-Henna-zaki

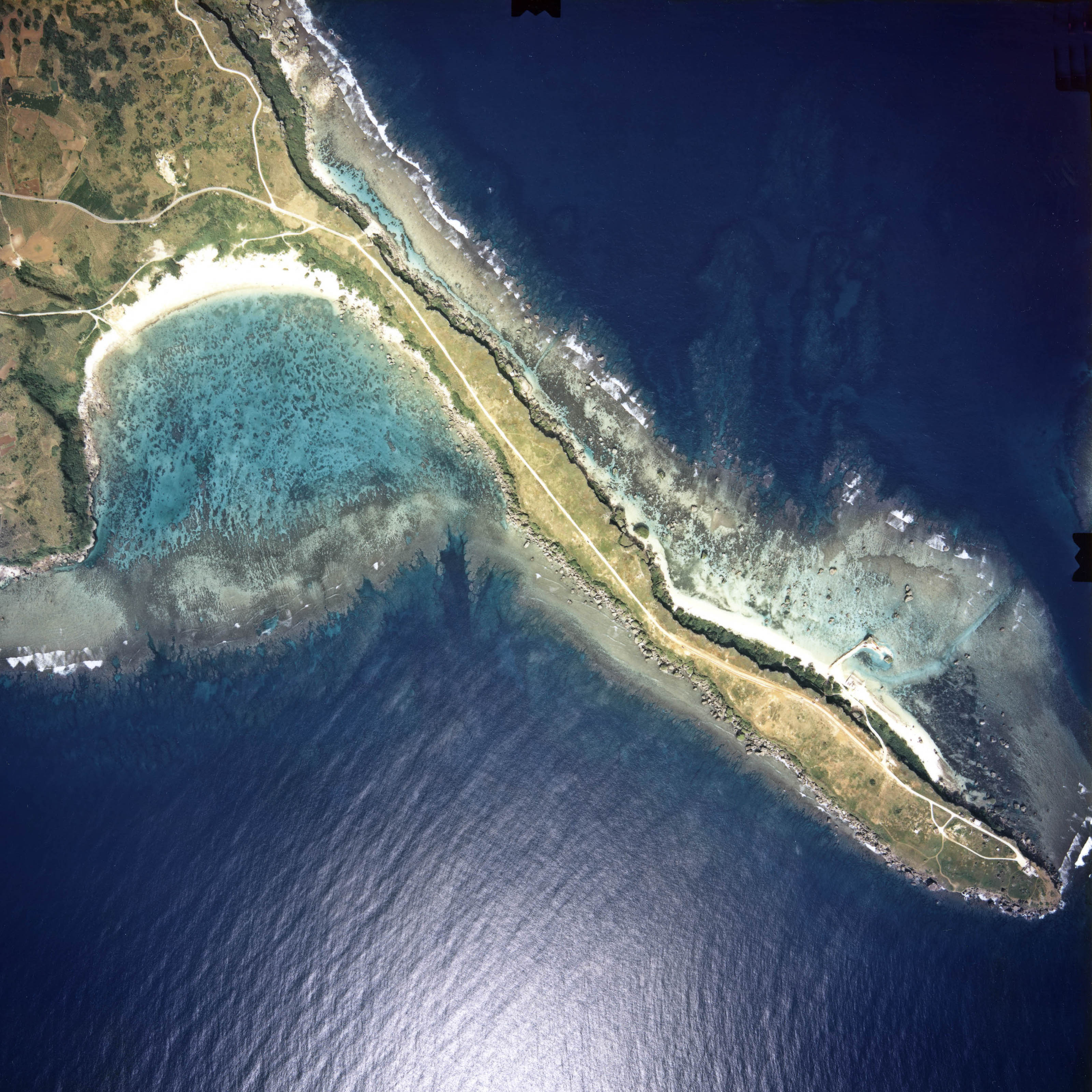
Widok satelitarny

Przylądek znajduje się na cyplu o długości 2 km i szerokości 140-200 m. Jest to popularne miejsce, z którego można oglądać wschód słońca.
Na samym końcu cypla znajduje się latarnia morska, z której rozpościera się widok na ocean. Latarnia została uruchomiona w 1967 roku. Jej wysokość od powierzchni ziemi wynosi 25 m, a od powierzchni wody – 43 m. Można ją ujrzeć z odległości 18 mil morskich. 